# Edward Shorter (Historiker)
Edward Shorter (* 1941) ist ein kanadischer Historiker mit den Schwerpunkten Sozialgeschichte der Medizin bzw. Medizinsoziologie (Medizingeschichte). Er beschäftigte sich unter anderem mit den Themen Geburtshilfe, Gynäkologie, Psychiatrie, Psychopharmakologie, Sozialgeschichte der Familie und der menschlichen Sexualität sowie Patient-Arzt-Beziehung und psychosomatische Erkrankungen.
Shorter machte 1968 seinen Ph.D. in Harvard. Seit 1991 ist er Hannah Professor für Medizingeschichte an der University of Toronto und dort seit 1996 auch für Psychiatrie.
Shorter wurde zweimal mit der Jason A. Hannah Medal der Royal Society of Canada ausgezeichnet: 1995 für sein From Paralysis to Fatigue: A History of Psychosomatic Illness in the Modern Era (1992) und 2000 für A History of Psychiatry from the Era of the Asylum to the Age of Prozac (1997).

## Publikationen
- Die Geburt der modernen Familie. Rowohlt Verlag, Reinbek 1977, ISBN 3-498-06122-4.